# Ptilopsis leucotis
Ptilopsis leucotis é uma espécie de ave estrigiforme pertencente à família Strigidae.